# بيير كارون (مخرج)
بيير كارون (بالفرنسية: Pierre Caron) هو كاتب سيناريو ومنتج أفلام ومخرج فرنسي، ولد في 15 أغسطس 1901 في الدائرة التاسعة في باريس في فرنسا، وتوفي في 22 فبراير 1971 في كاراكاس في فنزويلا.

## وصلات خارجية
- بيير كارون على موقع IMDb (الإنجليزية)
- بيير كارون على موقع ألو سيني (الفرنسية)
- بيير كارون على موقع أول موفي (الإنجليزية)
- بيير كارون على موقع قاعدة بيانات الأفلام السويدية (السويدية)
- بيير كارون على موقع قاعدة بيانات الفيلم (الإنجليزية)
- بيير كارون على موقع كينوبويسك (الروسية)